# Sainte-Foy-l'Argentière
Sainte-Foy-l'Argentière és un municipi francès situat al departament del Roine i a la regió d'Alvèrnia-Roine-Alps. L'any 2007 tenia 1.233 habitants.

## Demografia

### Població
El 2007 la població de fet de Sainte-Foy-l'Argentière era de 1.233 persones. Hi havia 594 famílies de les quals 255 eren unipersonals (116 homes vivint sols i 139 dones vivint soles), 163 parelles sense fills, 128 parelles amb fills i 48 famílies monoparentals amb fills.
La població ha evolucionat segons el següent gràfic:
Habitants censats

### Habitatges
El 2007 hi havia 667 habitatges, 604 eren l'habitatge principal de la família, 13 eren segones residències i 49 estaven desocupats. 309 eren cases i 356 eren apartaments. Dels 604 habitatges principals, 250 estaven ocupats pels seus propietaris, 342 estaven llogats i ocupats pels llogaters i 12 estaven cedits a títol gratuït; 46 tenien una cambra, 85 en tenien dues, 155 en tenien tres, 169 en tenien quatre i 148 en tenien cinc o més. 330 habitatges disposaven pel capbaix d'una plaça de pàrquing. A 293 habitatges hi havia un automòbil i a 161 n'hi havia dos o més.

### Piràmide de població
La piràmide de població per edats i sexe el 2009 era:
| Homes | Edats   | Dones |
| ----- | ------- | ----- |
| 0     | 95 o +  | 0     |
| 0     | 90 a 94 | 4     |
| 12    | 85 a 89 | 8     |
| 4     | 80 a 84 | 16    |
| 8     | 75 a 79 | 48    |
| 36    | 70 a 74 | 28    |
| 36    | 65 a 69 | 40    |
| 36    | 60 a 64 | 40    |
| 28    | 55 a 59 | 16    |
| 32    | 50 a 54 | 56    |
| 28    | 45 a 49 | 32    |
| 40    | 40 a 44 | 44    |
| 36    | 35 a 39 | 32    |
| 40    | 30 a 34 | 36    |
| 48    | 25 a 29 | 44    |
| 40    | 20 a 24 | 24    |
| 20    | 15 a 19 | 24    |
| 40    | 10 a 14 | 56    |
| 36    | 5 a 9   | 32    |
| 28    | 0 a 4   | 16    |

## Economia
El 2007 la població en edat de treballar era de 758 persones, 563 eren actives i 195 eren inactives. De les 563 persones actives 510 estaven ocupades (270 homes i 240 dones) i 53 estaven aturades (20 homes i 33 dones). De les 195 persones inactives 75 estaven jubilades, 51 estaven estudiant i 69 estaven classificades com a «altres inactius».

### Ingressos
El 2009 a Sainte-Foy-l'Argentière hi havia 554 unitats fiscals que integraven 1.155,5 persones, la mediana anual d'ingressos fiscals per persona era de 15.132 €.

### Activitats econòmiques
Dels 107 establiments que hi havia el 2007, 7 eren d'empreses alimentàries, 1 d'una empresa de fabricació de material elèctric, 1 d'una empresa de fabricació d'elements pel transport, 7 d'empreses de fabricació d'altres productes industrials, 13 d'empreses de construcció, 24 d'empreses de comerç i reparació d'automòbils, 3 d'empreses de transport, 8 d'empreses d'hostatgeria i restauració, 7 d'empreses financeres, 3 d'empreses immobiliàries, 9 d'empreses de serveis, 14 d'entitats de l'administració pública i 10 d'empreses classificades com a «altres activitats de serveis».
Dels 30 establiments de servei als particulars que hi havia el 2009, 1 era una oficina de correu, 2 oficines bancàries, 3 tallers de reparació d'automòbils i de material agrícola, 1 autoescola, 2 paletes, 3 guixaires pintors, 3 fusteries, 2 electricistes, 1 empresa de construcció, 3 perruqueries, 1 veterinari, 4 restaurants, 3 agències immobiliàries i 1 saló de bellesa.
Dels 18 establiments comercials que hi havia el 2009, 1 era una botiga de menys de 120 m², 5 fleques, 2 carnisseries, 1 una llibreria, 2 botigues de roba, 1 una sabateria, 2 botigues d'electrodomèstics, 1 una botiga de mobles, 1 un drogueria, 1 una perfumeria i 1 una joieria.
L'any 2000 a Sainte-Foy-l'Argentière hi havia 5 explotacions agrícoles.

## Equipaments sanitaris i escolars
El 2009 hi havia 1 farmàcia i 1 ambulància.
El 2009 hi havia 1 escola maternal i 2 escoles elementals. Sainte-Foy-l'Argentière disposava d'un col·legi d'educació secundària amb 515 alumnes.
Sainte-Foy-l'Argentière disposava d'un centre de formació no universitària superior de formació sanitària.

## Poblacions més properes
El següent diagrama mostra les poblacions més properes.